# Theatrofoon

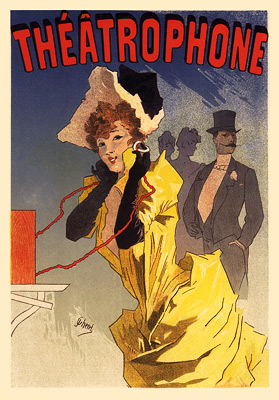
Affiche uit 1896

De theatrofoon (Frans: théâtrophone) was een telefoonverbinding, waarmee kon worden meegeluisterd met toneelvoorstellingen, concerten en opera's.
De theatrofoon was doorontwikkeld telefoonservice die voor het eerst werd geïntroduceerd door Clément Ader werd gepresenteerd in 1881 in Parijs. Tijdens de Internationale Elektriciteitstentoonstelling presenteerde Ader telefonisch transmissiesysteem. Het was het eerste tweekanaals audiosysteem en bestond uit een reeks telefoonzenders die vanaf het podium van de Opéra Garnier in Parijs verbonden waren met een reeks kamers op de Internationale Elektriciteitstentoonstelling. De afstand tussen de twee was ongeveer 2 kilometer. De bezoekers van de tentoonstelling konden in stereo luisteren naar de live opvoeringen vanuit het operahuis met behulp van twee koptelefoons. Het systeem werd daarna verfijnd en meerdere keren gebruikt, zoals door Lodewijk I van Portugal in 1884 toen deze niet fysiek aanwezig kon zijn in de opera, en in meerdere landen geïntroduceerd.
De theatrofoon werd zo doorontwikkeld en in 1890 werd het commercieel geïntroduceerd in Parijs door de Compagnie du Théâtrophone. Men kon naast optredens ook luisteren naar opgelezen nieuws van een aantal kranten. Later werden ook kerkdiensten aangeboden. Het commerciële bedrijf bleef tot 1932 actief. Het was toen al voorbij gestreefd door onder meer de radio. Gelijksoortige systemen waren actief in heel Europa, zoals in Boedapest, Hongarije was er een nieuwsdienstbetaalservice actief onder de naam Telefon Hirmondó (van 1893 tot 1925, actief als radiozenderdoorgifte nog tot 1944). In Groot-Brittannië had men Electrophone, die actief was van 1895 en 1925 dat vergelijkbare betaalservice aanbood als het Franse bedrijf. Het was met name populair in de jaren 1910 en net als bij de andere telefoonservices ging het uiteindelijk ten onder ten gevolge van de opkomst en populariteit van de radio.